# Sandokan - Le due tigri
Sandokan - Le due tigri è una serie televisiva a cartoni animati del 2008 diretta da Giuseppe Laganà.
È la terza e ultima serie animata co-prodotta da Rai Fiction e Mondo TV liberamente ispirata ai romanzi del ciclo indo-malese di Emilio Salgari, dopo Sandokan - La tigre della Malesia (1998) e Sandokan - La tigre ruggisce ancora (2001). Grafica e organizzazione generale sono a cura di The Animation Band, mentre l'animazione fu realizzata dallo Studio SEK. Le musiche vennero composte da Pino Massara, mantenendo però la sigla degli Oliver Onions (Guido e Maurizio De Angelis).
La serie, prodotta nel 2006, fu trasmessa su Rai Due a partire dal 22 dicembre 2008 all'interno del contenitore mattutino Cartoon Flakes.

## Trama
Sandokan, dopo aver protetto e salvato Nazima dall'infido e corrotto spirito maligno Suyodhana che è tornato a vendicarli prendendo il possesso di nuovi corpi, ha incontrato una nuova amica: Morugan. Insieme a lei, Yanez, Kammamuri, Rhandi la tigre e Marianna nei panni dei difensori del Kiltar, i "Tigrotti" dovranno girare nuovamente per il mondo con l'inclusione dell'isola di Mompracem per ricreare Nandaka, un'arma magica che può sconfiggere Suyodhana una volta per tutte. Tra i nemici che Sandokan ed i suoi amici dovranno affrontare c'è anche il crudele Rajah Bianco, ovvero, James Brook, evaso di prigione ha iniziato a farsi chiamare Mano di ferro a causa della perdita della mano sinistra che ha rimpiazzato con una protesi simile ad un coltello. Verso la fine della serie James Brook troverà la morte a causa dell'immenso potere della magica spada che lui stesso ha tentato di usare per uccidere Sandokan e Morugan, la quale si rivela essere niente meno che Chandra, la sorella di Sandokan sfuggita al massacro ordinato da James Brook e cresciuta da un pirata di buon cuore che le insegnò a vivere come una piratessa. Alla fine, grazie anche all'aiuto di un ordine di monaci dediti alla custodia dei segreti di Nandaka per assicurarsi che non cada mai nelle mani della malvagia dea Kalí, Suyodhana, viene intrappolato in una grotta da solo con Sandokan (di cui non può possedere il corpo poiché impenetrabile), e qui lo spirito del sacerdote trova la morte dissolvendosi nel nulla poiché privo di un corpo da possedere, tuttavia, il prezzo della vittoria dei "Tigrotti" è la fine di Mandala, la quale si autodistrugge nella colluttazione finale tra Sandokan e Suyodhana, mettendo così fine alla missione dei "Tigrotti", che possono finalmente coronare i loro sogni d'amore.

## Personaggi principali
- Sandokan
- Morugan/Chandra
- Yanez de Gomera
- Marianna
- Kammamuri
- Suyodhana
- Mano di ferro/James Brooke

## Episodi
1. Morugan
2. I monaci blu
3. Lo tsunami
4. Narkodam, il regno del terrore
5. Il segreto di Aruna
6. Il malvagio Hazra
7. In Nepal
8. La cattedrale di ghiaccio
9. Il Turgut
10. L'immortale
11. Volpe di Giada
12. La congiura
13. Le tre frecce d'oro
14. Diavolo nero
15. Naga, il re dei serpenti
16. Il mare di fango
17. Le faine gialle
18. La caccia
19. Kalisura
20. Il tempio del cobra
21. Narayama
22. Le anime erranti nella notte
23. La trappola del tempo
24. Nella grotta di Kalì
25. Il segreto di Kondo
26. La spada senza difetti